# والتر ليبمان (ناشط إسبرنتو)
والتر ليبمان (بالألمانية: Walter Lippmann)‏ (و. 1895 – 1986 م) هو ناشط إسبرانتو، ومحامي ألماني، ولد في لايبزيغ، توفي في هامبورغ، عن عمر يناهز 91 عاماً.

## مناصب
تولى منصب مدع
.

## جوائز
حصل على جوائز منها:

وسام الصليب من رتبة استحقاق من جمهورية ألمانيا الاتحادية